# Metamateriaal
Metamateriaal is de naam van een klasse van synthetische materialen met unieke, ongewone elektromagnetische eigenschappen die niet voorkomen in natuurlijke materialen. Meestal worden hiermee materialen bedoeld met een negatieve brekingsindex, maar dit is niet de enige mogelijke ongewone eigenschap. Synthetische materialen met zeer hoge waarden voor magnetische permeabiliteit of elektrische permittiviteit, of beide, die niet in natuurlijke materialen voorkomen, worden ook tot de metamaterialen gerekend.

## Negatieve brekingsindex
De brekingsindex van een materiaal volgt uit {\textstyle n^{2}\approx \epsilon _{r}=\epsilon /\epsilon _{0}}  en wordt hier gegeven door:
{\displaystyle n={\begin{cases}+{\sqrt {\varepsilon _{r}\mu _{r}}}&\varepsilon _{r},\mu _{r}>0\\-{\sqrt {\varepsilon _{r}\mu _{r}}}&\varepsilon _{r},\mu _{r}<0\end{cases}}}
waarin {\textstyle \mu _{r}=\mu /\mu _{0}} (niet 1 zoals ). In het geval van een metamateriaal, waarbij de permeabiliteit {\displaystyle \mu _{r}} én de permittiviteit {\displaystyle \varepsilon _{r}} negatief zijn, is de brekingsindex negatief. Uit de wet van Snellius volgt dat dit betekent, dat licht in de andere richting breekt dan normaal, zoals te zien in de figuur hiernaast. Hierdoor kan een metamateriaal als superlens fungeren, doordat een rechthoekig stuk metamateriaal een perfect beeld van het origineel kan creëren. Zo'n superlens kan gebruikt worden in nabije-veld optische rastermicroscopen (SNOM), zodat de tip dicht bij het metamateriaal scant in plaats van de sample zelf.
Voor een metamateriaal is:
1. de tsjerenkov-straling van snelle deeltjes in de andere richting dan bij gewoon materiaal;
2. het doppler-effect omgekeerd, zodat de fasesnelheid van een golf {\textstyle {\frac {1}{\sqrt {\varepsilon \mu }}}=(n{\sqrt {\epsilon _{0}\mu _{0}}})^{-1}=c/n}
3. tegengesteld gericht is aan de groepssnelheid èn de poynting-vector {\textstyle \mathbf {E} \times \mathbf {B} /\mu }.

## Samenstelling
In de natuur komen geen materialen voor waarbij de permittiviteit en de permeabiliteit beide negatief zijn voor een bepaalde golflengte. Alle metamaterialen worden dus gesynthetiseerd. De opbouw van een metamateriaal hoeft niet per se periodiek te zijn, maar aangezien dit het proces wel vergemakkelijkt, wordt het over het algemeen wel gedaan.
Een veelvoorkomende groep van metamaterialen bestaat uit een periodieke structuur van zogenoemde split-ring resonators. Dit zijn U-vormige metalen ringen waarvan een periodieke structuur een negatieve permeabiliteit heeft. De negatieve permittiviteit wordt gerealiseerd door een andere periodieke structuur. Vervolgens worden afwisselend lagen van de ene en de andere structuur opgebouwd. Deze periodieke structuren moeten een periodiciteit hebben ter grootte van de golflengte van de elektromagnetische straling waarvoor het materiaal een negatieve brekingsindex moet hebben.

## Toepassingen
Een metamateriaal kan gebruikt worden om voorwerpen onzichtbaar te maken. Bij een enkele golflengte is dit aangetoond voor een cilindervormige disk. Elektromagnetische golven worden door het metamateriaal zodanig afgebogen, dat ze er na het materiaal hetzelfde uitzien als vóór het materiaal. Aangezien er geen verschil in de golven is, is het object niet te detecteren.